# Véres farsang
A véres farsang egy székely felkelés leverése volt 1596-ban.
1595 szeptemberében a török seregek megtámadták a havasalföldi vajdaságot. A támadás hírére Báthory Zsigmond mintegy 20 ezer fős székely csapat élén Vitéz Mihály vajda segítségére sietett. Mihály serege kb. 60 ezer főből állott. A szövetséges seregek Gyurgyevónál súlyosan megverték a törököket. 
1596 elején a közszékelyek – akik a gyurgyevói győzelemben döntő szerepet vállaltak – a be nem váltott ígéretek miatt fegyveres felkelésbe fogtak.  Ugyanis székely földesurak nem voltak hajlandók eleget tenni a fejedelmi ígéretnek, nem szabadították fel a hadjáratból visszatért jobbágyaikat. A felkelést Bocskai István vezetésével az erdélyi nemesség a „véres farsang” során kíméletlenül leverte.
Gyergyószárhegyen a Hősök emlékoszlopán a történelmi esemény emlékére az 1992. augusztus 1-jén feliratos márványtáblát helyeztek el a következő szöveggel: „Bármilyen kegyetlen is volt a megtorlás, nem tudta kiölni a székelyek tudatából a szabadság utáni vágyat, amelyért évezredes történelme során annyi vért hullatott, DE SOHA LE NEM MONDOTT RÓLA.”